# فرودگاه ایالتی الکلای لیک
فرودگاه ایالتی الکلای لیک (به انگلیسی: Alkali Lake State Airport) یک فرودگاه همگانی با کد یاتا AAV است که یک باند فرود شن دارد و طول باند آن ۱۸۵۹ متر است. این فرودگاه در کشور ایالات متحده آمریکا قرار دارد و در ارتفاع ۱۳۱۴٫۳ متری از سطح دریا واقع شده است.